# Carl Brusewitz
Carl Axel Brusewitz, född 6 december 1870 i Södra Åsarps församling, dåvarande Älvsborgs län, död där 27 januari 1937, var en svensk affärsman. Han var son till Fredrik Brusewitz, bror till Fritz Brusewitz, brorson till Gustaf Brusewitz och morfar till Fredrik Ohlsson.
Brusewitz avlade avgångsexamen från Tekniska högskolan 1893. Han var 1893–1900 disponent och därefter verkställande direktör för Aktiebolaget Limmareds glasbruk. Under senare år var Brusewitz en förgrundsfigur inom svensk glastillverkning och innehade flera ledande poster inom området.

### Fotnoter
1. ↑  Sveriges dödbok, läst: 25 september 2019.[källa från Wikidata]
2. ↑  Sveriges Dödbok 1901–2009, DVD-ROM, Version 5.00, Sveriges Släktforskarförbund (2010).